# قانون اساسی جمهوری چک
قانون اساسی جمهوری چک (Ústava České republiky) عالی‌ترین قانون جمهوری چک است. این قانون در ۱۶ دسامبر ۱۹۹۲ توسط شورای ملی چک تصویب شد و از ۱ ژانویه ۱۹۹۳ به اجرا درآمد. بعد از اینکه کشور چکسلواکی در یک انحلال صلح‌آمیز به دو کشور جمهوری چک و جمهوری اسلواکی تقسیم شد، این قانون جایگزین قانون اساسی ۱۹۶۰ چکسلواکی شد.